# Baar-Ebenhausen

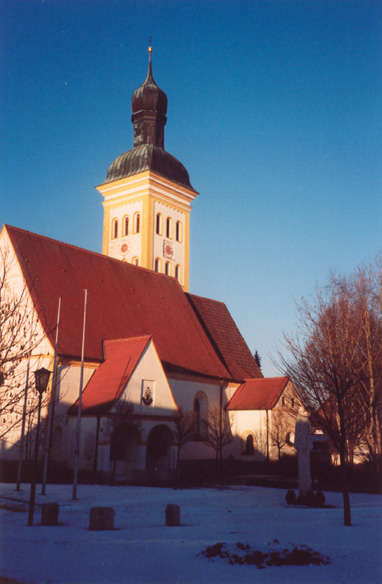
Kościół Wniebowstąpienia NMP (St. Maria Himmelfahrt) w dzielnicy Baar

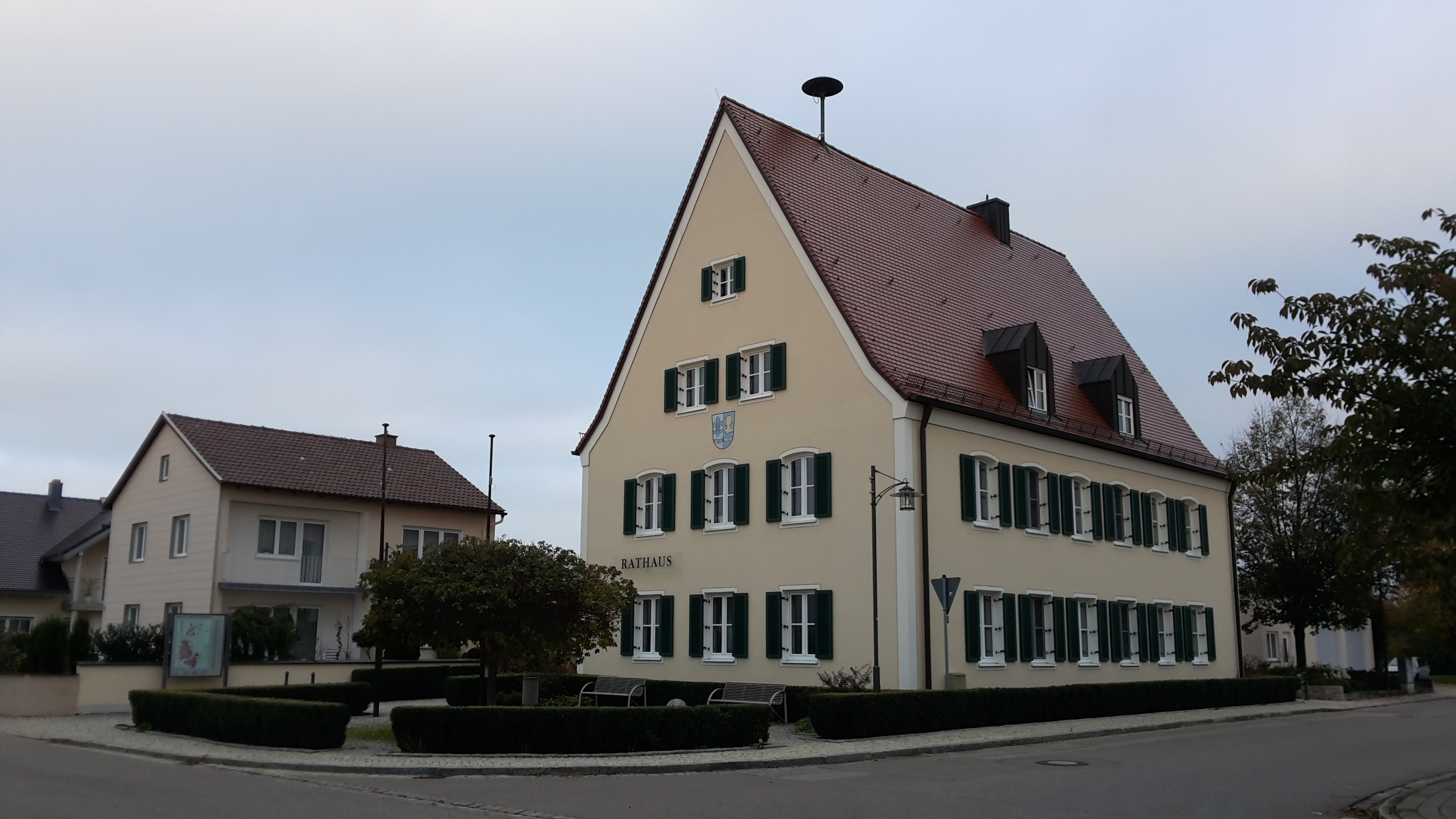
Ratusz w Baar-Ebenhausen

Baar-Ebenhausen – gmina w Niemczech, w kraju związkowym Bawaria, w rejencji Górna Bawaria, w regionie Ingolstadt, w powiecie Pfaffenhofen an der Ilm. Leży około 15 km na północ od Pfaffenhofen an der Ilm, przy autostradzie A9 i drodze B13.

## Demografia
Dane o ludności z 31 grudnia 2008:
| Opis                                | Ogółem | Ogółem | Kobiety | Kobiety | Mężczyźni | Mężczyźni |
| ----------------------------------- | ------ | ------ | ------- | ------- | --------- | --------- |
| Jednostka                           | osób   | %      | osób    | %       | osób      | %         |
| Populacja                           | 4802   | 100    | 2367    | 49,29   | 2435      | 50,71     |
| Wiek przedprodukcyjny (0–17 lat)    | 875    | 18,22  | 406     | 8,45    | 469       | 9,77      |
| Wiek produkcyjny (18–65 lat)        | 3058   | 63,68  | 1481    | 30,84   | 1577      | 32,84     |
| Wiek poprodukcyjny (powyżej 65 lat) | 869    | 18,1   | 480     | 10      | 389       | 8,1       |

## Polityka
Wójtem gminy jest Ludwig Wayand z CSU, wcześniej urząd ten obejmował Michael Kolisnek, rada gminy składa się z 16 osób.
|      | CSU | SPD | FW | Razem |
| 2008 | 7   | 4   | 5  | 16    |
| 2002 | 7   | 6   | 3  | 16    |